# Lovrečka Varoš
Lovrečka Varoš je selo sjeveroistočno od Vrbovca. 

## Povijest
Staro naselje Lovrečka Varoš spominje se još 1317. g. s crkvom Sv. Lovre i istoimenom župom. Kao trgovište spominje se 1497. i 1707. g.
Ime Varoš dolazi 1598. g.: "Varas apud ecclesiam sancti Laurentii". 
1802. g. ovdje su vlastelini Galjuf i Terek, inače selo-posjed pripada oduvijek gospoštiji Gostović-Lovrečina. Škola ima 1857. g. 62 djece. U XX. stoljeću škola je ukinuta i premještena u Banovo. 

## Stanovništvo
| broj stanovnika | 149   | 128   | 110   | 140   | 169   | 215   | 198   | 182   | 178   | 183   | 162   | 151   | 152   | 134   | 141   | 157   | 143   |
|                 | 1857. | 1869. | 1880. | 1890. | 1900. | 1910. | 1921. | 1931. | 1948. | 1953. | 1961. | 1971. | 1981. | 1991. | 2001. | 2011. | 2021. |

## Znamenitosti
- Crkva sv. Lovre, zaštićeno kulturno dobro